# Lampa kwarcowa
Lampa kwarcowa – rodzaj lampy wyładowczej, w której źródło promieniowania nadfioletowego powstaje poprzez wzbudzenie par rtęci bądź gazów szlachetnych pod wpływem pola elektrycznego. Lampa ta jest wykonywana ze szkła kwarcowego, które w niewielkim stopniu pochłania promieniowanie o tej długości fali.
Rodzaje lamp kwarcowych:
- bakteriobójcza,
- terapeutyczne.